# Charles Eudes Bonin

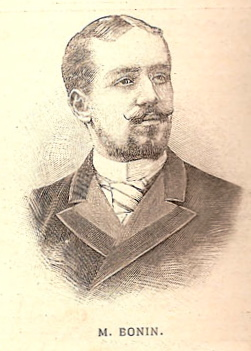

Charles Eudes Bonin, född 26 juni 1865 och död 30 september 1929, var en fransk diplomat och forskningsresande.
Bonins tidigaste undersökningar gällde kustområdet kring Mekong österut 1893. Med utgångspunkt från Tonkin statade Bonin en tvåårig forskningsresa genom Tibet och Mongoliet 1895, reste i Kina 1898 och ledde 1899-1900 en expedition från Peking till Ryska Turkestan. Bland hans arbeten märks Notes sur les résultats géographiques de sa mission accomplie au Tibet et en Mongolie 1895-1896 i Bulletin de la soc. de géogr. (1898), Voyage de Pékin au Turkestan russe i La géographie (1901), samt Les royaumes des neiges (1911).